# 1348년

## 연호
- 원(元) 지정(至正) 8년
- 일본(日本) 남조(南朝) 쇼헤이(正平) 3년
- 일본(日本) 북조(北朝) 조와(貞和) 4년
- 쩐 왕조(陳朝) 티에우퐁(紹豊) 8년

## 기년
- 원(元) 혜종(惠宗) 16년
- 고려(高麗) 충목왕(忠穆王) 4년
- 쩐 왕조(陳朝) 유종(裕宗) 8년

## 사건
- 2월 - 고려, 진제도감(賑濟都監)을 설치하여 빈민을 구제하다.
- 고려 강융(姜融)이 경천사 십층석탑을 세우다.
- 민지(閔漬)가 찬진(撰進)한 《편년강목》을 증수시킴.
- 충렬왕, 충선왕, 충숙왕 실록을 편찬함.
- 12월, 충목왕이 병으로 얻어 12세의 나이로 세상을 떠남.
- 충목왕의 이복동생 저 왕자가 12세의 나이로 왕위에 오름. 고려 30대 국왕 충정왕.
- 프랑스에 유럽 최초의 종이공장이 세워지다.

## 탄생
- 1월 22일 - 고려 말, 조선 초의 문신 하륜. (~1416년)

### 미상
- 조선의 영사평부사(領司平府事) 이거이(李居易). (~1412년)
- 고려 말 조선 초의 왕족, 문신 의안대군. (~1408년)

## 사망
- 고려의 제29대 국왕 충목왕. (1337년~)